# Grammy Award du meilleur compendium classique
Le Grammy Award du meilleur compendium classique (Best Classical Compendium) est une récompense décernée lors des cérémonies annuelles des Grammy Awards décernée au compendium classique de l'année.

## Lauréats
| Année | Titre                                                                             |
| ----- | --------------------------------------------------------------------------------- |
| 2013  | Penderecki: Fonogrammi; Horn Concerto; Partita; The Awakening Of Jacob; Anaklasis |
| 2014  | Hindemith: Violinkonzert; Symphonic Metamorphosis; Konzertmusik                   |
| 2015  | Partch: Plectra & Percussion Dances                                               |
| 2016  | Paulus: Three Places Of Enlightenment; Veil Of Tears & Grand Concerto             |
| 2017  | Daugherty: Tales Of Hemingway; American Gothic; Once Upon A Castle                |
| 2018  | Higdon: All Things Majestic, Viola Concerto & Oboe Concerto                       |
| 2019  | Fuchs: Piano Concerto 'Spiritualist'; Poems Of Life; Glacier; Rush                |
| 2020  | The Poetry Of Places                                                              |
| 2021  | Thomas, M.T.: From The Diary Of Anne Frank & Meditations On Rilke                 |
| 2022  | Women Warriors - The Voices Of Change                                             |
| 2023  | An Adoption Story                                                                 |
| 2024  | Passion For Bach And Coltrane                                                     |
| 2025  | Ortiz: Revolución Diamantina                                                      |